# Stopplaats Wolfersveen
Stopplaats Wolfersveen was een halte aan de voormalige spoorlijn Doetinchem - Hengelo/Enschede tussen Zelhem en Ruurlo. De stopplaats Wolfersveen lag in bossen tussen Ruurlo en Zelhem nabij het bezit van NV De Ontginning Het Wolfersveen. Omdat de eigenaar bevriend was met een directielid van de Hollandsche IJzeren Spoorweg-Maatschappij werd hier een halte geopend. De eigenaar van genoemde NV kon zo 's zomers elke dag per trein op en neer reizen naar Amsterdam, waar hij op de Herengracht werkte.
Nog vóór de opening van de halte was er al een zijspoor aanwezig voor het verladen van hout. Van 1921 tot 1927 had de NV De Ontginning Het Wolfersveen een eigen losspoor.
De stopplaats bestond uit een eenvoudige houten abri met zadeldak en was voor het reizigersverkeer geopend van 1 juni 1921 tot 22 mei 1937.
Het perron en de abri zijn afgebroken tijdens de Tweede Wereldoorlog.